# Adolf Snoeck
Adolf Snoeck (1811 - 1857) was een Belgisch uitgever.

## Levensloop
Adolf Snoeck was de zoon van Jozef Snoeck, die een uitgeverij en drukkerij vestigde in de Veldstraat in Gent. In 1838 nam Adolf het familiebedrijf over.
Hij was lid van de Liberale Associate in Gent. Bij het vieren van de liberale verkiezingsoverwinning in 1857 bezweek hij aan een beroerte.
Het familiebedrijf werd verdergezet tot 2006, toen het werd overgenomen door een Antwerpse uitgeverij. Vooral de almanakken van Snoecks genieten een grote bekendheid bij het publiek.